# Elektronički dokument
Elektronički dokument je bilo koji elektronički medijski sadržaj (osim računalnih programa i sistemskih datoteka) koji je namijenjen korištenju u elektroničkom ili pisanom obliku. Dokumenti u elektroničkom obliku mogu sadržavati hipertekst, te koristiti zvučne efekte i animacije.

## Razvoj
Izvorno su bilo kakvi računalni podaci smatrani internima – završni podaci su se uvijek ispisivali na papir. Međutim, razvoj računalnih mreža učinilo je razmjenu elektroničkih dokumenata mnogo prikladnijim od fizičkih ispisanih dokumenata. Napredak tehnologije elektroničkog prikaza omogućilo je pregled dokumenata na ekranu, a time i uštedu papira i prostora za pohranu ispisanih kopija.

## Problemi
Upotreba elektroničkih dokumenata za završnu prezentaciju umjesto papira stvorilo je problem višestrukih nekompatibilnih formata datoteka.
Problemi su vezani i uz kompleksne formate datoteka raznih programa za obradu teksta, proračunskih tablica i grafičkog softvera. Kako bi umanjili problem, mnoge softverske tvrtke dijele beplatne preglednike datoteka za vlastite formate datoteka (npr. Adobeov Acrobat Reader). Drugo rješenje je razvoj standardiziranih formata (kao što su HTML i OpenDocument).

## Posebne namjene
Elektronički dokumenti za posebne namjene imaju posebne formate – specijalizirani elektronički članci iz fizike koriste TeX ili PostScript.

## Vanjske poveznice
- What is a digital document